# خانه سعدالسلطان
خانه سعدالسلطان مربوط به دوره قاجار است و در قزوین، خیابان تهران قدیم، نزدیک امامزاده علی واقع شده و این اثر در تاریخ ۱۱ مرداد ۱۳۸۴ با شمارهٔ ثبت ۱۲۶۱۶ به‌عنوان یکی از آثار ملی ایران به ثبت رسیده است.